# Impasse Hautefeuille
L'impasse Hautefeuille est une voie en impasse du 6e arrondissement de Paris. Jusque dans les années 1850, la rue était traversante et s'appelait « rue Percée-Saint-André ».

## Situation et accès
L'actuelle impasse Hautefeuille est longue de 28 m et aboutit sur la rue Hautefeuille. La rue Percée-Saint-André était longue de 104 m et reliait la rue de la Harpe à la rue Hautefeuille,.

## Origine du nom
Elle porte ce nom en raison du voisinage de la rue Hautefeuille.

## Historique

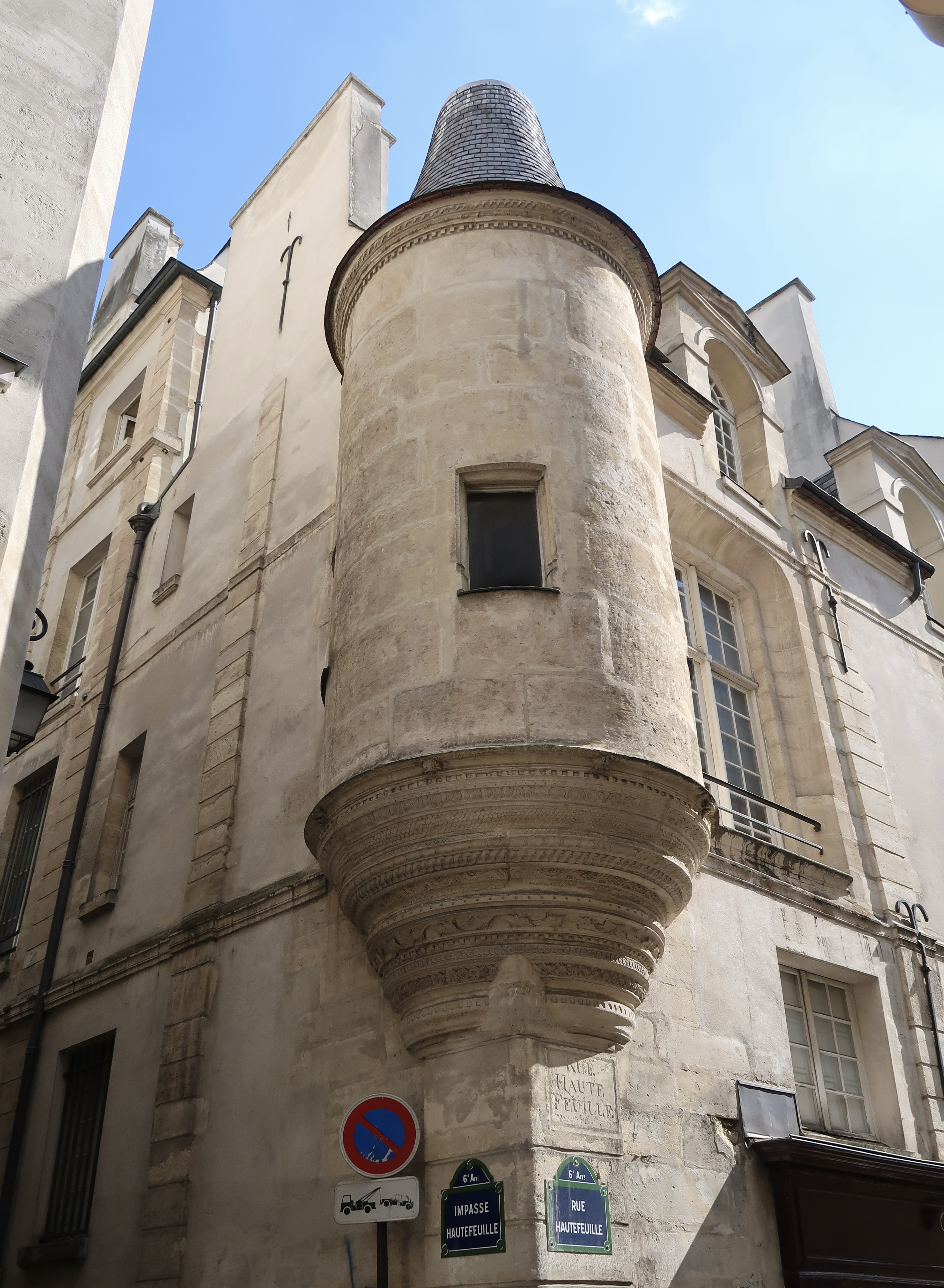
L'hôtel de Fécamp à l'angle de la rue Hautefeuille et de l'impasse Hautefeuille.

Le cartulaire de l'abbaye de Saint-Germain-des-Prés la désigne, en 1262, sous le nom de vicus Perforatus.
Dans un rôle de 1313, elle est désignée sous le nom de « rue Percée », puis « rue Percée-Saint-André » afin de la différencier de la rue Percée-Saint-Antoine.
Dans plusieurs actes du siècle suivant, elle est appelée « rue Percée dite des Deux-Portes ». Cette dénomination lui était commune avec la rue du Cimetière-Saint-André-des-Arts, dont elle forme le prolongement.
Elle rejoignait la rue de la Harpe, au no 22,.
Au croisement avec la rue Hautefeuille est bâti l'hôtel des abbés de Fécamp, ou hôtel de Fécamp, au XVIe siècle en remplacement d'une ancienne demeure des abbés de Fécamp qui datait de 1292. Au XVIIe siècle, l'immeuble est habité par le capitaine Godin de Sainte-Croix, amant de la marquise de Brinvilliers, rendue célèbre par l'affaire des poisons, qui s'y rendait souvent.
La largeur de cette voie publique est fixée à 6 m par une décision ministérielle à la date du 23 prairial an VII (11 juin 1799), puis à 10 m par une ordonnance royale du 22 août 1840. La majeure partie de la rue est supprimée dans les années 1850 lors du percement du boulevard Sébastopol (actuellement boulevard Saint-Michel) dans le cadre des transformations de Paris sous le Second Empire. La partie restante prend le nom d'« impasse Hautefeuille » en 1877.